# Sphenocorynus
Sphenocorynus är ett släkte av skalbaggar. Sphenocorynus ingår i familjen vivlar.

## Dottertaxa tillSphenocorynus, i alfabetisk ordning[1]
- Sphenocorynus badgleyi
- Sphenocorynus cinereus
- Sphenocorynus conformis
- Sphenocorynus distinctus
- Sphenocorynus dyselius
- Sphenocorynus excellens
- Sphenocorynus exsultans
- Sphenocorynus fausti
- Sphenocorynus feae
- Sphenocorynus femoralis
- Sphenocorynus femoratus
- Sphenocorynus grandis
- Sphenocorynus impexus
- Sphenocorynus impluviatus
- Sphenocorynus irroratus
- Sphenocorynus marginalis
- Sphenocorynus melanaspis
- Sphenocorynus meleagris
- Sphenocorynus mentaweiensis
- Sphenocorynus minimus
- Sphenocorynus nigrovittatus
- Sphenocorynus ocellatus
- Sphenocorynus perelegans
- Sphenocorynus posthumus
- Sphenocorynus pygidialis
- Sphenocorynus quadripunctatus
- Sphenocorynus rufescens
- Sphenocorynus scabrirostris
- Sphenocorynus scutellatus
- Sphenocorynus seminudus
- Sphenocorynus semiruber
- Sphenocorynus silvanus
- Sphenocorynus sobrinus
- Sphenocorynus sylhetensis
- Sphenocorynus tenuirostris